# Eriauchenius bourgini
Eriauchenius bourgini là một loài nhện trong họ Archaeidae. Loài này phân bố ở Nam Phi.